# Luftwaffenstützpunkt Pápa

i7
i11
i13
Der Luftwaffenstützpunkt Pápa (ungarisch MAGYAR HONVÉDSÉG Pápa Bázisrepülőttér, englisch Hungarian Defence Forces Pápa Airbase; ICAO-Code: LHPA) liegt in der Nähe der Stadt Pápa in Ungarn. Er ist ein Flugplatz der ungarischen Luftstreitkräfte und wird als Stützpunkt der Strategic Airlift Capability genutzt (Stand August 2021), an der zehn Mitgliedsländer der NATO und zwei Partnership-for-Peace (PfP)-Nationen beteiligt sind.

## Geschichte
Der Flugplatz entstand im Vorfeld des Zweiten Weltkriegs in der zweiten Hälfte der 1930er Jahre für die ungarischen Luftstreitkräfte. Der Platz war unter anderem ein Stützpunkt für eine Lufttransportstaffel und ein Bomberregiment.
Im Jahr 1943 begann der Ausbau zu einem größeren Fliegerhorst für die deutsche Luftwaffe. Verschiedene fliegende Verbände nutzten Pápa zeitweise von Oktober 1944 bis März 1945. Hier zu gehörten Teile des Kampfgeschwader 27 (KG 27), KG 4, Schlachtgeschwader 2 (SG 2), Transportgeschwader 4 (TG 4), SG 9, TG 2 und TG 3. Ende März 1945 wurde der Fliegerhorst Ziel eines alliierten Luftangriffs durch US-amerikanische und sowjetische Verbände.
Nach Auflösung des Warschauer Pakts war der Platz ab 1992 die Heimatbasis des 47. Jagdfliegerregiments, 47. Harcászati Repülo Ezred (47. HRE) „Stromfeld Aurél“, das mit MiG-21 und MiG-23 ausgerüstet war. Der Verband wurde im Jahr 2000 außer Dienst gestellt.
Im Jahr 1996 wurde das zuvor in Taszár stationierte 31. HRE nach Pápa verlegt, um dort Platz für US-amerikanische Verbände zu schaffen. Dieses Jagdfliegerregiment wurde bereits ein Jahr später aufgelöst. Es flog neben der MiG-21 auch einige Su-22.

## Heutige Nutzung
Im Zuge des NATO-Beitritts Ungarns wurde die Basis für das atlantische Bündnis modernisiert und seit seiner Aufstellung 2009 ist hier das Heavy Airlift Wing stationiert, ein Lufttransportverband von mehreren -NATO-Mitgliedsstaaten, der eine Flotte von drei Boeing C-17 betreibt.